# Cristóvão Ferreira

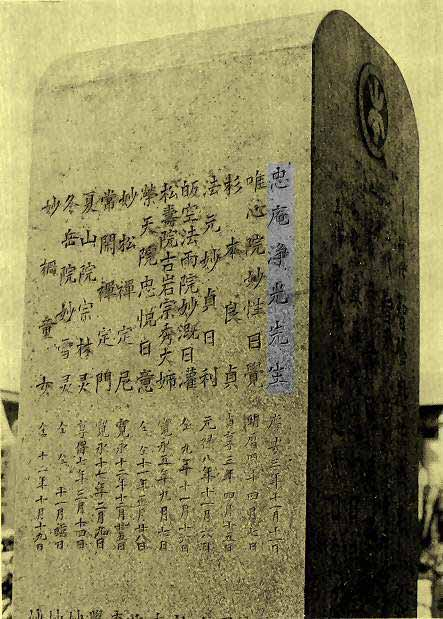
Der Inschrift des Grabsteins zufolge wurde Ferreira auf der Grabstätte der Familie seines Schwiegersohns Sugimoto Chūkei beigesetzt.

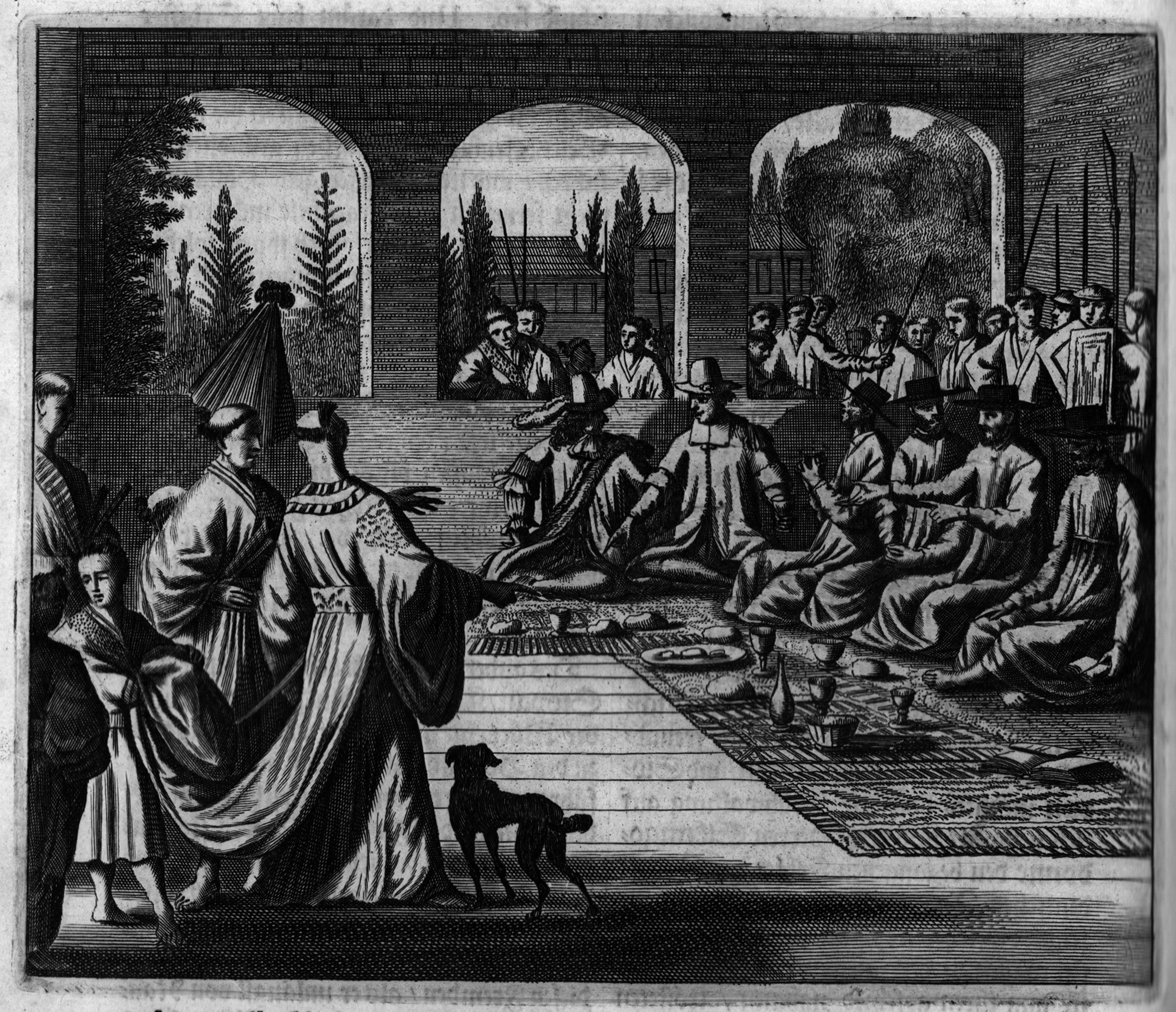
Ferreira (1580–1650) als Sprachmittler bei der Vernehmung der 1643 in Nambu festgesetzten Niederländer (Stich von 1669)

Cristóvão Ferreira, geboren um 1580 in Torres Vedras (Portugal); gestorben um 4. November 1650 in Nagasaki (Japan) war ein Missionar der Societas Jesu, der nach Folter vom Christentum abfiel und als Sawano Chūan (沢野 忠庵) repatriiert wurde.

## Ausbildung und Reise nach Fernost
Cristóvão Ferreira wurde als Sohn von Domingos Ferreira und Maria Lourenço in einem kleinen Dorf in der Nähe von Lissabon geboren. Über seine Kindheit ist nichts bekannt. 1596 trat er in Coimbra der Gesellschaft Jesu bei. Nach dem obligatorischen zweijährigen Noviziat leistete er 1598 die ersten Eide und nahm ein Studium an der lokalen Universität auf.
Am 4. April 1600 schiffte er sich als Mitglied einer zwanzigköpfigen Gruppe unter Pater Pedro de Almeida nach Goa ein, dem Stützpunkt der Gesellschaft in Indien. Im folgenden Jahr zog er nach Macau, wo er am Collegium Madre de Deus seine theologischen Studien weiterführte. 1608 wurde er zum Priester ordiniert.

## Als Missionar in Japan
Am 16. Mai 1609 segelte Ferreira auf einem portugiesischen Handelsschiff von Macau nach Nagasaki. Damals war dies der wichtigste Stützpunkt der Jesuiten in Japan. Nach seiner Ankunft am 29. Juni widmete er sich zunächst in dem von Mattheus de Couros geleiteten Seminar von Arima dem Spracherwerb. Doch fiel der Landesherr Arima Harunobu (有馬 晴信), ein langjähriger Patron der Mission, im Jahre 1612 der anti-christlichen Politik des Shogun Tokugawa Ieyasu zum Opfer, und die Pater sahen sich zum Rückzug aus dieser Region gezwungen.
Nach anfänglichen Erfolgen der von Francisco de Xavier 1549 initiierten Japanmission geriet diese gegen Ende des Jahrhunderts mehr und mehr unter Druck. Seit 1587 erließen die Machthaber wiederholt anti-christliche Edikte, anfangs meist als ad-hoc Reaktion auf bestimmte Zwischenfälle. Auch wurden sie zunächst ohne besonderen Nachdruck umgesetzt. Doch mit der Etablierung der Herrschaft der Tokugawa-Familie unter Ieyasu bildete sich eine mehr und mehr systematische Politik der Eindämmung christlicher Einflüsse aus, die 1639 mit der Ausweisung aller Spanier und Portugiesen, dem Verbot des Christentums und der Reduktion der Außenbeziehungen (Abschlusspolitik) ihre endgültige Form gewann.
Ferreiras Tätigkeit stand daher von Anfang an unter keinem guten Stern. 1614–1615 wirkte er in Kyoto, wo er sich unter großer Gefahr um die Christen der Region kümmerte. Im Oktober 1617 wurde er nach Nagasaki beordert, um als Sekretär den neuen Provinzial Mattheus de Couros zu unterstützen. Dieser war wegen schwerer Erkrankung kaum fähig, seinen Verpflichtungen nachzukommen. Ferreira verfasste einen Bericht über die Märtyrer des Vorjahres sowie den Jahresbericht für 1618. Ende 1618 musste er auch die Finanzen der Gesellschaft verwalten. 1621 wurde schließlich Francisco Pacheco zum Provinzial ernannt, und Ferreira stand für neue Aufgaben frei. Während der folgenden vier Jahre lebte er zumeist in Osaka.
Nachdem Pacheco 1625 zusammen mit weiteren acht Jesuiten auf dem Scheiterhaufen gestorben war, wurde Ferreira erneut nach Nagasaki beordert, um als Sekretär Couros, dem Nachfolger Pachecos, zu dienen. Viele der Berichte der folgenden Jahre zum Märtyrertod von Missionaren und japanischen Gläubigen stammten aus seiner Feder.

## Abfall vom Christentum
Im Juli 1632 starb der in einem Dorf in Ōmura versteckt lebende Mattheus de Couros. Sebastião Vieira übernahm sein Amt, wurde aber im folgenden Jahr gefangen genommen, so dass Ferreira im Juli 1632 an dessen Stelle trat.
Im März 1633 setzte die Zentralregierung in Edo zwei Gouverneure für das ihr direkt unterstellte Hafenstädtchen Nagasaki ein, die den Auftrag hatten, das lokale Christentum auszurotten. Es begann eine systematische Suche nach Missionaren und japanischen Christen. Im Juli und August starb eine Reihe von Jesuiten, Franziskanern und einheimischen Gläubigen. Anfang Oktober folgte eine zweite Gruppe. Unter der am 18. Oktober festgenommenen Gruppe befand sich neben Ferreira und dem Leiter der Dominikaner-Mission Antonio de Souza auch Nakaura Julian, der in jungen Jahren zusammen mit drei Gefährten und einem Pater durch Europa nach Rom gereist war.
Wie Nakaura, der nach seiner Rückkehr Priester geworden war, hängte man den fest eingebundenen Ferreira an den Füßen auf, durchstach die Ohren und steckte den Kopf durch einen Holzdeckel in ein Loch (anazuri 穴吊り). Nakaura erlitt einen qualvollen Tod. Ferreira gab nach fünf Stunden auf, schwor dem Christentum ab. Man brachte ihn zunächst nach Edo und führte ihn aller Wahrscheinlichkeit vor den Reichsinspekteur Inoue Masashige, der mit der Ausmerzung des Christentums und der inneren Sicherheit des Landes betraut war. Danach wurde er nach Nagasaki geschickt und als Buddhist im Kōdai-Tempel (Kōdai-ji) registriert. Den Rest seines Lebens verbrachte er unter dem Namen Sawano Chūan. Inoue ließ ihm ein Haus zuweisen, in dem er mit der Witwe eines hingerichteten chinesischen Kaufmanns lebte.
Bis dato kamen aus Japan nur glorifizierende Berichte über den Märtyrertod von Christen. Ferreiras Apostasie war für das katholische Europa ein ungeheurer Schlag. Dass ein Missionar, in den man lange Jahre große Hoffnungen gesetzt hatte, vom Glauben abgefallen war, wurde erst nach mehrfachen Nachforschungen akzeptiert.

## Im Dienste der Regierung
Als „gefallener Padre“ (korobi bateren 転び伴天連) war Sawano Chūan für die Machthaber von großem Propagandawert. Zugleich stand den Behörden nun ein hochgebildeter Informant zur Verfügung, wenn es um Fragen des Christentums bzw. westlicher Wissenschaft ging. Ferreira alias Sawano erhielt jährliche Zuwendungen für seinen Lebensunterhalt und arbeitete fortan als Übersetzer konfiszierter schriftlicher Materialien und Faktotum Inoues und der Nagasaki-Gouverneure.
Nachdem die Handelsniederlassung der Niederländischen Ostindien-Kompanie 1641 von Hirado nach Nagasaki verlegt worden war, erscheint er 1648 einige Male im Diensttagebuch unter dem Namen „Siovan“, um sich im Auftrag von Inoue nach der Wirkung bestimmter Heilmittel zu erkundigen bzw. Heilmittellieferungen in Empfang zu nehmen. Als das niederländische Schiff Breskens 1643 auf dem Rückweg von einer Expedition in den Norden in der Bucht von Nambu ein Boot aussetzte, um Frischwasser aufzunehmen, wurde dessen Besatzung wegen illegaler Anlandung festgesetzt und nach Edo gebracht. Bis die Identität der Gruppe durch den Leiter der niederländischen Handelsniederlassung Jan van Elserak eindeutig festgestellt wurde, unternahm man eine Reihe von Verhören, bei denen Sawano als Dolmetscher diente. Arnoldus Montanus beschrieb anhand niederländischer Quellen die Ereignisse und illustrierte seine Schilderung mit einem phantasievollen Stich.
Wahrscheinlich ebenfalls im Auftrag des an westlicher Wissenschaft und Technik überaus interessierten Reichsinspekteurs Inoue verfasste Sawano eine „Kritische Erklärung von Himmel und Erde“ (Kenkon Bensetsu 乾坤弁説). Der in lateinischen Lettern geschriebene japanische Text wurde von dem Dolmetscher Nishi Kichibē (auch Kichibyōe) vorgelesen und von dem in Nagasaki lebenden Konfuzianer Mukai Genshō in einen kommentierten japanischen Text überführt.
Angesichts seiner dürftigen medizinischen Kenntnisse ist der von einigen Autoren vermutete Einfluss auf die japanische Medizin überaus fraglich, nochzumal die Niederländer seit 1641 in ihrer Handelsniederlassung Dejima lizenzierte Chirurgen stationierten. Ende jenes Jahrzehnt weckte einer von ihnen, der Leipziger Chirurg Caspar Schamberger, das starke Interesse Inoues und anderer hoher Persönlichkeiten und leitete, ohne es zu wissen, den permanenten medizinischen Austausch zwischen Japan und Europa ein. Bei dem, wegen seiner Systematik einst Ferreira zugeschriebenen „Kompass der Holland-Chirurgie“ (Orandageka shinan, 1696) handelt es sich, wie die Namen einer Reihe von Dejima-Chirurgen aus den 50er bis 70er Jahren jenes Jahrhunderts zeigen, um einen nach dessen Tod entstandenen Text.
Das Register des Kōdai-Tempels zu Nagasaki nennt als Datum von Sawanos Tod den 11. Tag des 10. Monats im 3. Jahr Keian, nach westlicher Zeitrechnung der 4. November 1650. Zwei Tage später hörten die Niederländer von seinem Ableben.

## Interpretationen der Nachwelt
Die Apostasie Ferreiras ließ zeitgenössischen und späteren Autoren keine Ruhe. Im 20. Jahrhundert war es vor allem der japanische Schriftstellers Endō Shūsaku, der in seinem Roman „Schweigen“ (Chinmoku, 1966) das Interesse an dieser Figur wiederbelebte. Das mit dem Tanizaki-Preis gekrönte Werk wurde 1971 von Shinoda Masahiro und 2016 von Martin Scorsese verfilmt. Ferreira tritt auch in dem von Minoru Shibuya 1955 gedrehten Schwarz-Weiß-Film „Christ in Bronze“ (Seidō no Kirisuto) auf.